# 别尔格火山
别尔格火山（俄語：Вулкан Берга）是得抚岛的火山，被视为科洛科尔火山群的一部分，属萨哈林州库里尔斯克区，海拔1040米，最后一次喷发在2005年。它以列夫·贝尔格命名。